# Роб Ярлінґ
Роб Ярлінґ (англ. Rob Jahrling, 14 лютого 1974) — австралійський академічний веслувальник.
Срібний призер Олімпійських Ігор 2000 року в складі вісімки, учасник 1996, 2004 років.
Срібний призер Чемпіонату світу 2002 року в складі розпашної двійки зі стерновим.
Срібний призер Чемпіонату співдружності 1994 року в складі розпашної четвірки без стернового.